# 緬甸鐵路運輸

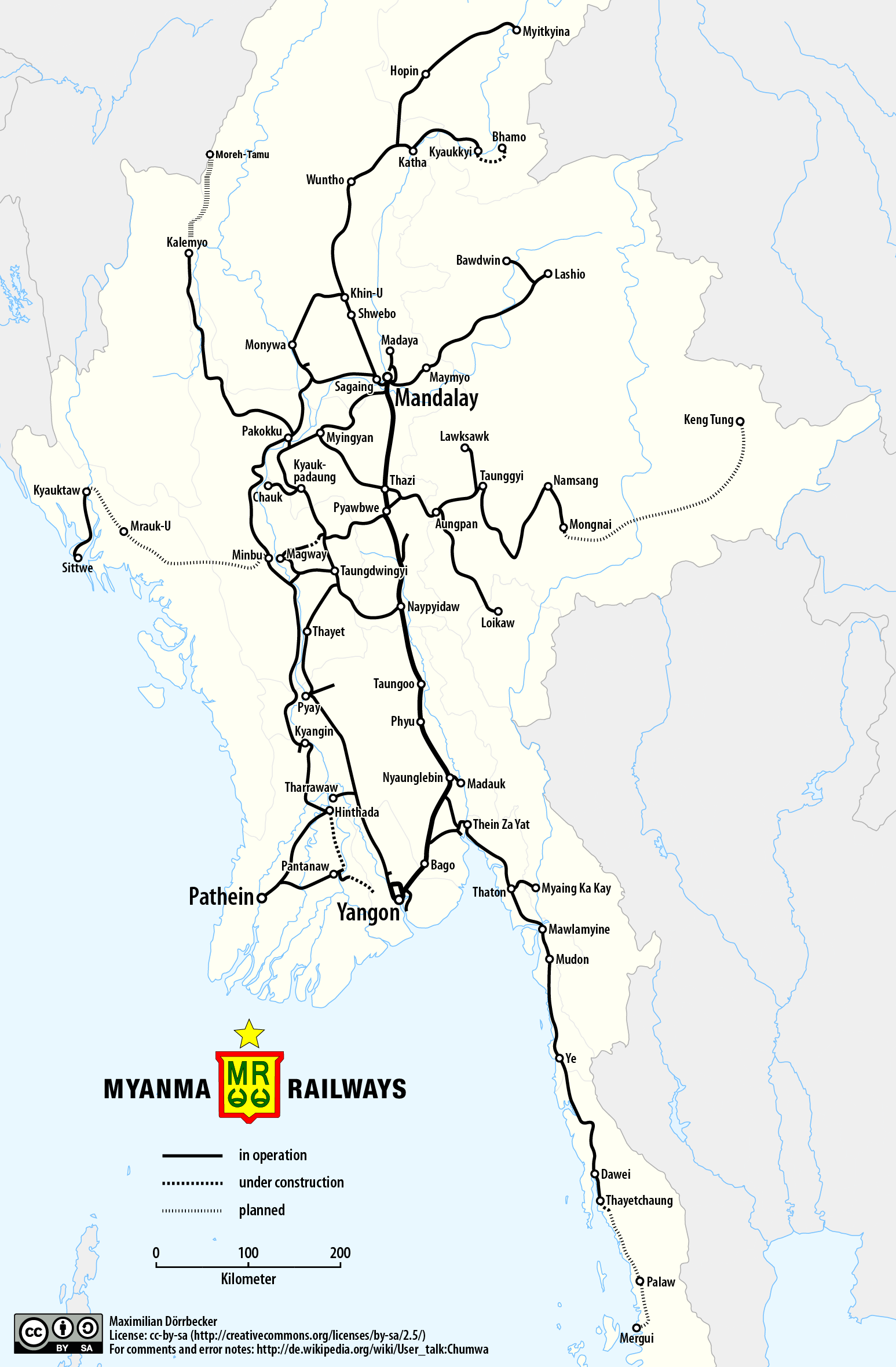
緬甸鐵路圖

緬甸，擁有3991公里的鐵路網絡，由國營企業緬甸鐵路公司營運。

## 歷史
在1877年5月，第一到火車由仰光開出前住伊洛瓦底江上的卑謬市。在合併了上緬甸後，鐵路很快便延長至近中國邊境，使英國人得以開採上緬甸的資源和更快到達雲南。到1900年早期，現在緬甸可見的鐵路網絡已建設完成。

## 連接其他國家的鐵路
- 在2010年和2011年，兩條標準軌距1,435mm的和中國和泰國的國際鐵路線建設中（起點是德林达依省首府土瓦）。
- 同時也試驗性地興建一條前往雲南省會昆明的標準軌距鐵路。
- 在2010年4月9日，印度政府計劃建設一條由曼尼普爾邦經緬甸到越南的鐵路，也可能建設一條由德里到昆明的鐵路。

## 車站
- 緬甸鐵路車站列表（英语：List of railway stations in Myanmar）

- 仰光中央車站
- 曼德勒中央車站
- 奈比多中央車站奈比多中央車站
- 毛淡棉車站
- 密支那車站